# Lavanda gastrica
La lavanda gastrica o gastrolusi è il processo di svuotamento iatrogeno dello stomaco dal suo contenuto. Risulta essere molto efficace per eliminare sostanze velenose ingerite, o per rimediare al sovradosaggio di farmaci o sostanze stupefacenti. Talvolta essa è necessaria prima di interventi chirurgici del tubo digerente.
La lavanda gastrica è operata mediante l'asportazione di piccole quantità di liquido dallo stomaco per mezzo di un tubo inseritovi tramite la bocca (o il naso, in caso di non cooperazione del paziente). L'asportazione è generalmente accompagnata da una somministrazione di acqua calda o soluzione salina (nei bambini questa è utile per prevenire scompensi). La lavanda si protrae fino a quando i liquidi asportati non risultano disintossicati.
La lavanda gastrica dev'essere effettuata entro un'ora dall'assunzione della sostanza tossica, ma se la sostanza implicata è ad assorbimento lento può risultare efficace anche dopo 6-8 ore.
La corretta posizione del tubo è verificata dalla reazione a insufflazioni d'aria, o da un test di acidità del liquido asportato: il rischio è infatti che il tubo sia stato inserito nelle vie respiratorie. Inoltre in caso di vomito è necessario raccogliere i liquidi perché non si riversino nelle vie respiratorie. Per questi stessi motivi, se il paziente è in stato di incoscienza deve essere intubato.
Per tutta questa serie di rischi, la lavanda gastrica è particolarmente controindicata a soggetti con problemi dell'apparato respiratorio, o con tendenza a emorragie dell'apparato gastrointestinale. Inoltre è sconsigliata se l'avvelenamento coinvolge sostanze corrosive o idrocarburi a rischio di inalazione.